# Randy Cunneyworth
Randy William Cunneyworth (* 10. Mai 1961 in Etobicoke, Ontario) ist ein ehemaliger kanadischer Eishockeyspieler und -trainer. Während seiner von 1981 bis 2000 andauernden Profikarriere absolvierte der linke Flügelstürmer unter anderem über 900 Spiele in der National Hockey League, den Großteil davon für die Pittsburgh Penguins, die Hartford Whalers sowie die Ottawa Senators, die er auch als Mannschaftskapitän anführte. Zudem ist seine Spieler- ebenso wie seine Trainerkarriere insbesondere mit den Rochester Americans aus der American Hockey League verbunden, bei denen er in beiden Funktionen knapp 15 Jahre lang tätig war. Ferner betreute Cunneyworth die Canadiens de Montréal aus der NHL in der Saison 2011/12 interimsweise als Cheftrainer.

## Karriere

### Als Spieler
Randy Cunneyworth spielte in seiner Jugend unter anderem für die Dixie Beehives, bevor er zur Saison 1979/80 zu den Ottawa 67’s wechselte. Nach einer Spielzeit in der Ontario Major Junior Hockey League (OMJHL) wurde er im NHL Entry Draft 1980 an 167. Position von den Buffalo Sabres berücksichtigt, jedoch gelang ihm der Durchbruch im Junioren-Eishockey erst im Jahr darauf, als er für die 67’s in der nun umbenannten Ontario Hockey League (OHL) in 67 Spielen auf 128 Scorerpunkte kam. Anschließend debütierte er mit jeweils einer Partie für die Buffalo Sabres in der National Hockey League (NHL) sowie für deren Farmteam, die Rochester Americans, in der American Hockey League (AHL). In der Folge gelang es dem Angreifer nicht, sich im NHL-Aufgebot der Sabres zu etablieren, sodass er – abgesehen von 20 Einsätzen in der Saison 1981/82 – ausschließlich für die Americans in der AHL auflief und mit dem Team 1983 die Playoffs um den Calder Cup gewann. Nach vier Jahren in Buffalo entschloss sich der Kanadier, keinen neuen Vertrag bei den Sabres zu unterschreiben und am Trainingslager der Pittsburgh Penguins teilzunehmen. Aufgrund seines Status als Restricted Free Agent konnten ihn die Penguins allerdings nicht direkt verpflichten, da sie ansonsten in Form von Draft-Wahlrechten eine Kompensation an Buffalo hätten zahlen müssen. Um dies zu vermeiden, einigte man sich im Oktober 1985 mit einer dritten Partei, den Edmonton Oilers, auf ein größeres Tauschgeschäft: Pittsburgh erhielt Cunneyworth und fungierte zugleich als Mittelsmann beim Tausch von Mike Moller (nach Edmonton) und Pat Hughes (nach Buffalo) zwischen den Oilers und Sabres.
Bei den Penguins erarbeitete sich Cunneyworth prompt einen Stammplatz und etablierte sich zugleich als regelmäßiger Scorer in der NHL, so steigerte er seine persönliche Statistik von Jahr zu Jahr bis zu seinem Karriere-Bestwert von 74 Punkten 71 Spielen in der Saison 1987/88. Nach einer deutlich schwächeren Spielzeit 1988/89 gaben ihn die Penguins allerdings im Juni 1989 samt Rick Tabaracci und Dave McLlwain an die Winnipeg Jets ab, wobei Pittsburgh im Tausch Jim Kyte, Andrew McBain und Randy Gilhen erhielt. Für die Jets war der Kanadier allerdings nur eine knappe halbe Spielzeit aktiv, da er bereits im Dezember gleichen Jahres im Tausch für Paul MacDermid zu den Hartford Whalers transferiert wurde. In Hartford kam Cunneyworth in den folgenden fünf Jahren allerdings nur relativ unregelmäßig zum Einsatz – inklusive zweier Einsätze für deren AHL-Farmteam, die Springfield Indians – sodass er im März 1994 samt Gary Suter und einem Drittrunden-Wahlrecht für den NHL Entry Draft 1995 zu den Chicago Blackhawks transferiert wurde. Diese erhielten im Gegenzug František Kučera und Jocelyn Lemieux.
In Chicago beendete der Flügelstürmer die Saison 1993/94, erhielt jedoch keinen weiterführenden Vertrag von Seiten der Blackhawks, sodass er sich im Juli 1994 als Free Agent den Ottawa Senators anschloss. Das erst zwei Jahre zuvor gegründete Franchise machte den mittlerweile 33-Jährigen direkt zum neuen Mannschaftskapitän, ein Amt, das Cunneyworth vier Spielzeiten ausfüllen sollte. Ebenfalls als Free Agent kehrte der Kanadier nämlich im August 1998 zu den Buffalo Sabres zurück, bei denen er erneut hauptsächlich bei den Rochester Americans eingesetzt wurde. In deren Trikot nahm er am AHL All-Star Classic 2000 teil, zog er sich allerdings im Februar gleichen Jahres eine Knieverletzung zu und beendete infolgedessen nach der Saison 1999/00 seine aktive Karriere. Zudem wurde er nach dem Ende dieser Spielzeit mit der Fred T. Hunt Memorial Award der AHL für seine Sportlichkeit und Hingabe geehrt.
Insgesamt absolvierte Cunneyworth 911 Spiele in der NHL und erzielte dabei 428 Punkte; hinzu kamen 446 Einsätze bei 281 Punkten in der AHL.

### Als Trainer
Direkt mit dem Ende seiner aktiven Karriere übernahm Cunneyworth die Position des Cheftrainers bei den Rochester Americans, die er in der Folge acht Jahre lang betreute. In dieser Zeit gewann er mit dem Team 2005 die Macgregor Kilpatrick Trophy als bestes Team der regulären Saison, bevor er im gleichen Jahr auch mit dem Louis A. R. Pieri Memorial Award als bester AHL-Trainer der Saison geehrt wurde. Nach der Spielzeit 2007/08 verließ er die Americans und schloss sich den Atlanta Thrashers aus der NHL an, bei denen der Kanadier zwei Jahre als Assistent von Headcoach John Anderson tätig war. Nachdem dort im April 2010 das gesamte Trainerteam entlassen worden war, kehrte Cunneyworth in die AHL zurück und übernahm dort die Hamilton Bulldogs als Cheftrainer. Nach nur einem Jahr stieg er allerdings bereits in den Trainerstab von deren NHL-Kooperationspartner auf, den Canadiens de Montréal. Als Assistent von Jacques Martin war er allerdings nur wenige Monate tätig, da Martin im Dezember 2011 entlassen wurde und Cunneyworth die Canadiens interimsweise übernahm. Diese Personalie sorgte für einige Kontroversen, da er zum ersten Trainer der Canadiens seit Al MacNeil (1971) wurde, der kein Französisch sprach. Nachdem selbst Regierungsvertreter öffentlich kundtaten, dass die Canadiens von einem frankophonen Trainer trainiert werden müssten, wurde Cunneyworth nach dem Ende der Saison in seine Rolle als Assistenztrainer zurückversetzt und durch Michel Therrien ersetzt. Dieser wiederum entließ den Kanadier allerdings nach bereits einem Monat.
Nach einem einjährigen Hiatus kehrte Cunneyworth zur Saison 2013/14 zu den Buffalo Sabres zurück, bei denen er anschließend als Scout (2013/14) sowie für in der Spielerentwicklung (development coach; 2014/15 und 2016/17) tätig war. Zwischenzeitlich, in der Spielzeit 2015/16, hatte er zudem erneut die Rochester Americans als Cheftrainer übernommen.

## Erfolge und Auszeichnungen
- 1983 Calder-Cup-Gewinn mit den Rochester Americans
- 2000 AHL All-Star Classic
- 2000 Fred T. Hunt Memorial Award
- 2005 Louis A. R. Pieri Memorial Award

## Karrierestatistik

### Spielerstatistik
(Legende zur Spielerstatistik: Sp oder GP = absolvierte Spiele; T oder G = erzielte Tore; V oder A = erzielte Assists; Pkt oder Pts = erzielte Scorerpunkte; SM oder PIM = erhaltene Strafminuten; +/− = Plus/Minus-Bilanz; PP = erzielte Überzahltore; SH = erzielte Unterzahltore; GW = erzielte Siegtore; 1 Play-downs/Relegation; Kursiv: Statistik nicht vollständig)

### NHL-Trainerstatistik
| Team                  | Saison  | reguläre Saison | reguläre Saison | reguläre Saison | reguläre Saison | reguläre Saison | reguläre Saison  | Play-offs | Play-offs | Play-offs          |
| Team                  | Saison  | Spiele          | S               | N               | OTL             | Pkt             | Platz            | S         | N         | Resultat           |
| --------------------- | ------- | --------------- | --------------- | --------------- | --------------- | --------------- | ---------------- | --------- | --------- | ------------------ |
| Canadiens de Montréal | 2011/12 | 50              | 18              | 23              | 9               | 45              | 5. (Northeast)   | –         | –         | nicht qualifiziert |
| Gesamt                | Gesamt  | 50              | 18              | 23              | 9               | 45              | 0 Divisionstitel | –         | –         | 0 Stanley Cups     |

S=Siege; N=Niederlagen; OTL=Niederlage in Verlängerung bzw. Shootout; Pkt=Punkte